# Trierer Spruchbecher
Als Trierer Spruchbecher wird eine keramische Fundgattung der Römischen Kaiserzeit und der Spätantike bezeichnet, die vor allem in den Nordwestprovinzen des Römischen Reichs eine weite Verbreitung fand. Charakteristisch für die Trinkbecher, die zur engobierten Ware (auch Schwarzfirniskeramik) zählen, sind Trinksprüche und Verzierungen in Weißmalerei, die aus weißem Tonschlicker hergestellt wurde.

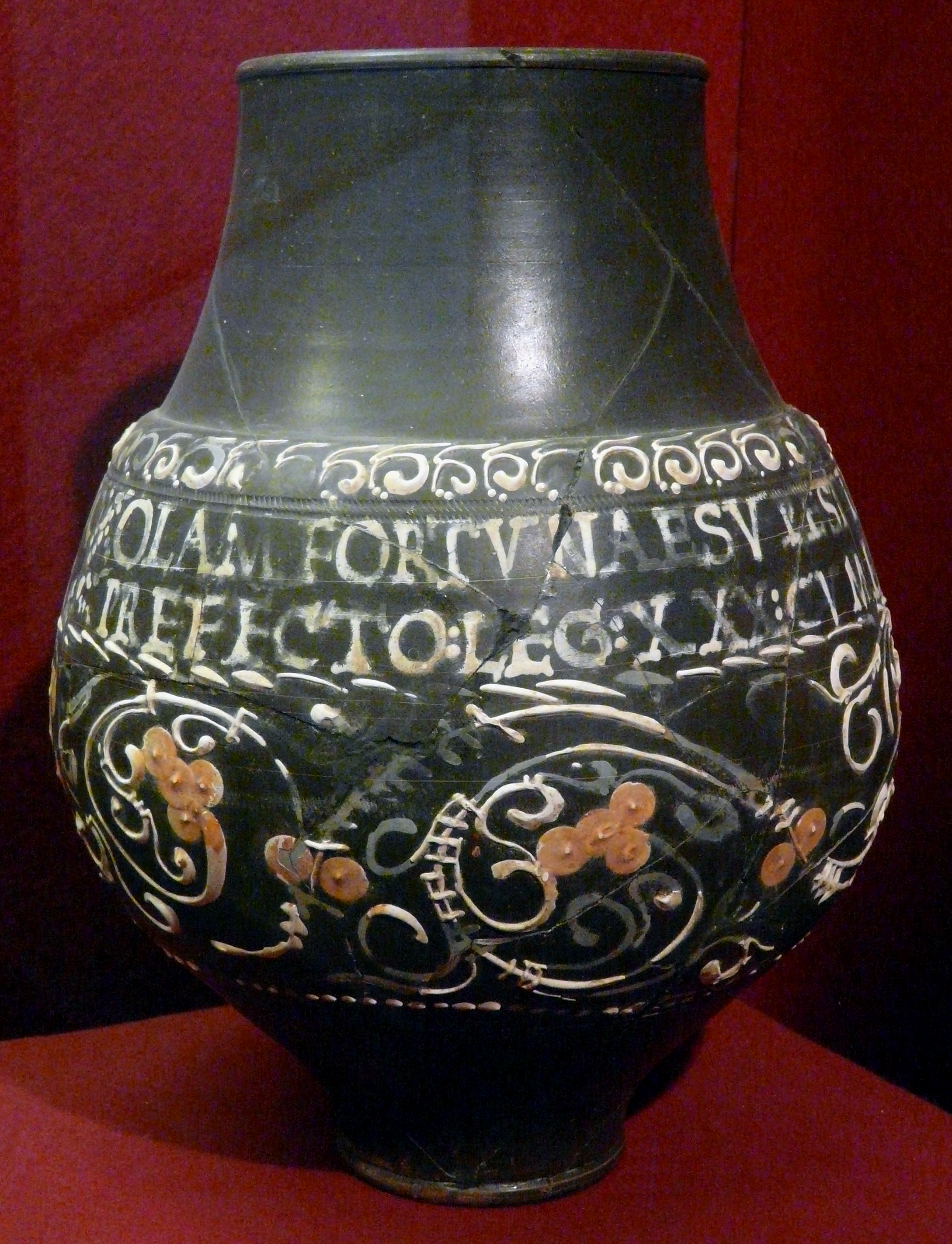
Trierer Spruchbecher aus Krefeld-Gellep (Gelduba)

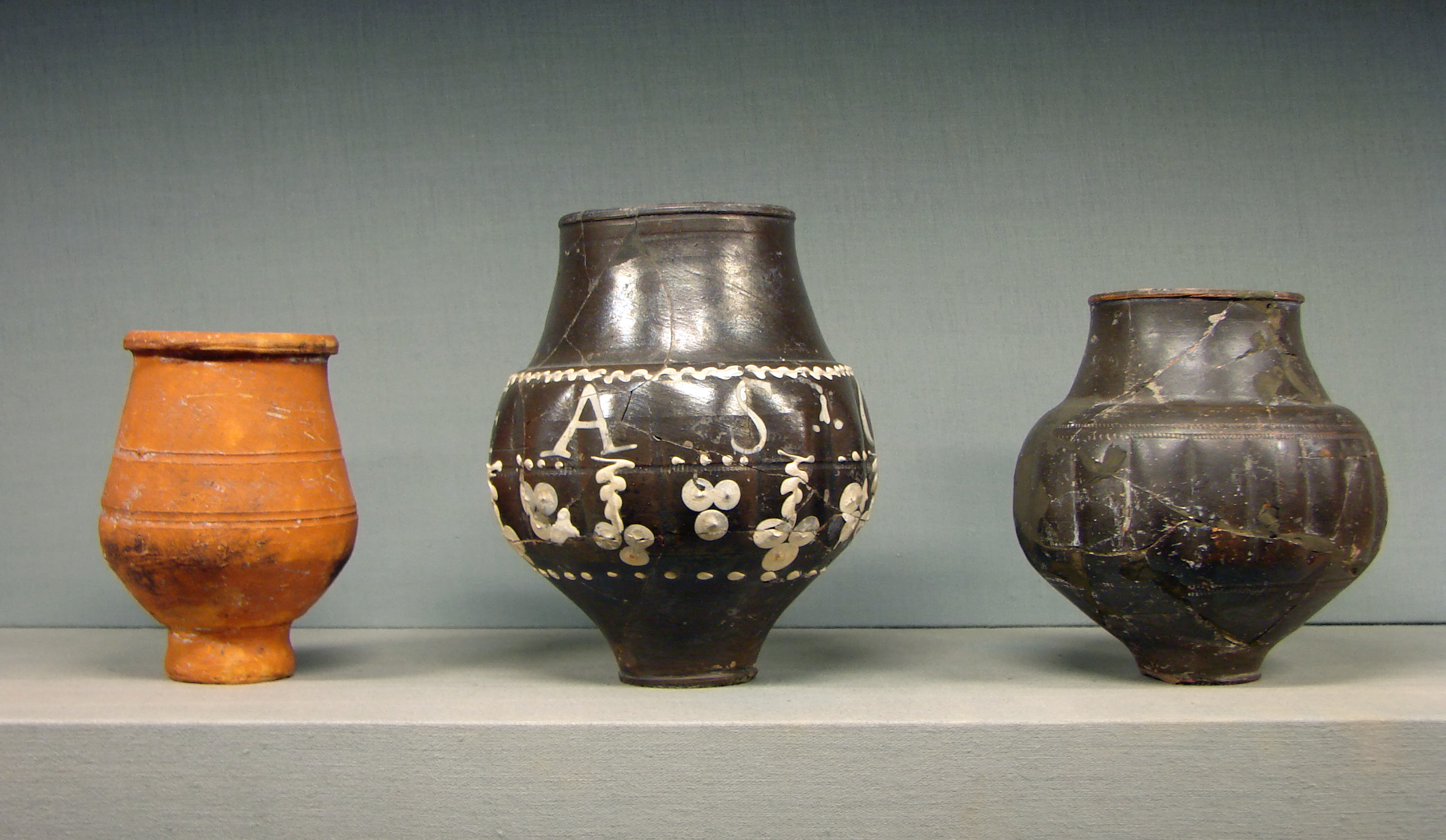
Metz, musées de la Cour d’Or, Trierer Spruchbecher (Mitte), Aufschrift: GAVDEAS („Freu dich!“)

## Ware
Die Trierer Spruchbecherkeramik ist an zahlreichen Fundorten im Rheinland belegt. Ihre charakteristische Verzierung hat dazu geführt, dass sie früh Eingang in zahlreiche Sammlungen fand. Es handelt sich nicht ausschließlich um Becher, es sind auch zugehörige Misch- und Auftragegefäße sowie seltener Schälchen und Schüsseln belegt. Typologisch erfasst wurden die Becher erstmals 1914 bei der Publikation der Keramikfunde aus dem Kastell Niederbieber von Franz Oelmann.
Zunächst hielt man Köln für den Herstellungsort, da dort große Mengen der Spruchbecherkeramik gefunden wurden. Grabungen von Siegfried Loeschcke im römischen Töpferviertel von Trier (Augusta Treverorum) an der Louis-Lintz-Straße erbrachten den Nachweis, dass Trier der einzige Produktionsort war. Loeschcke fand neben großen Mengen zerbrochener Gefäße auch Fehlbrände, hinzu kommt, dass der Ton der Ware relativ einheitlich ist.
Während die engobierten Becher der frühen Kaiserzeit häufig verschiedene Brauntöne aufweisen, ist der Überzug bei späteren Produkten wie den Trierer Spruchbechern rein schwarz. Häufig weist der Überzug einen metallisch anmutenden Glanz auf, während die Gefäße sehr dünnwandig sind. Erst im weiteren Verlauf der Spätantike reduziert sich der Formenschatz auf Gefäße mit dickeren Wandungen und einem qualitativ geringerwertigen Überzug. Dies trifft auch für die Trierer Spruchbecherware zu; spätere Stücke weisen meist dickere Wandungen sowie einen weniger glänzenden Überzug auf, der bei ungünstigen Erhaltungsbedingungen abblättert.

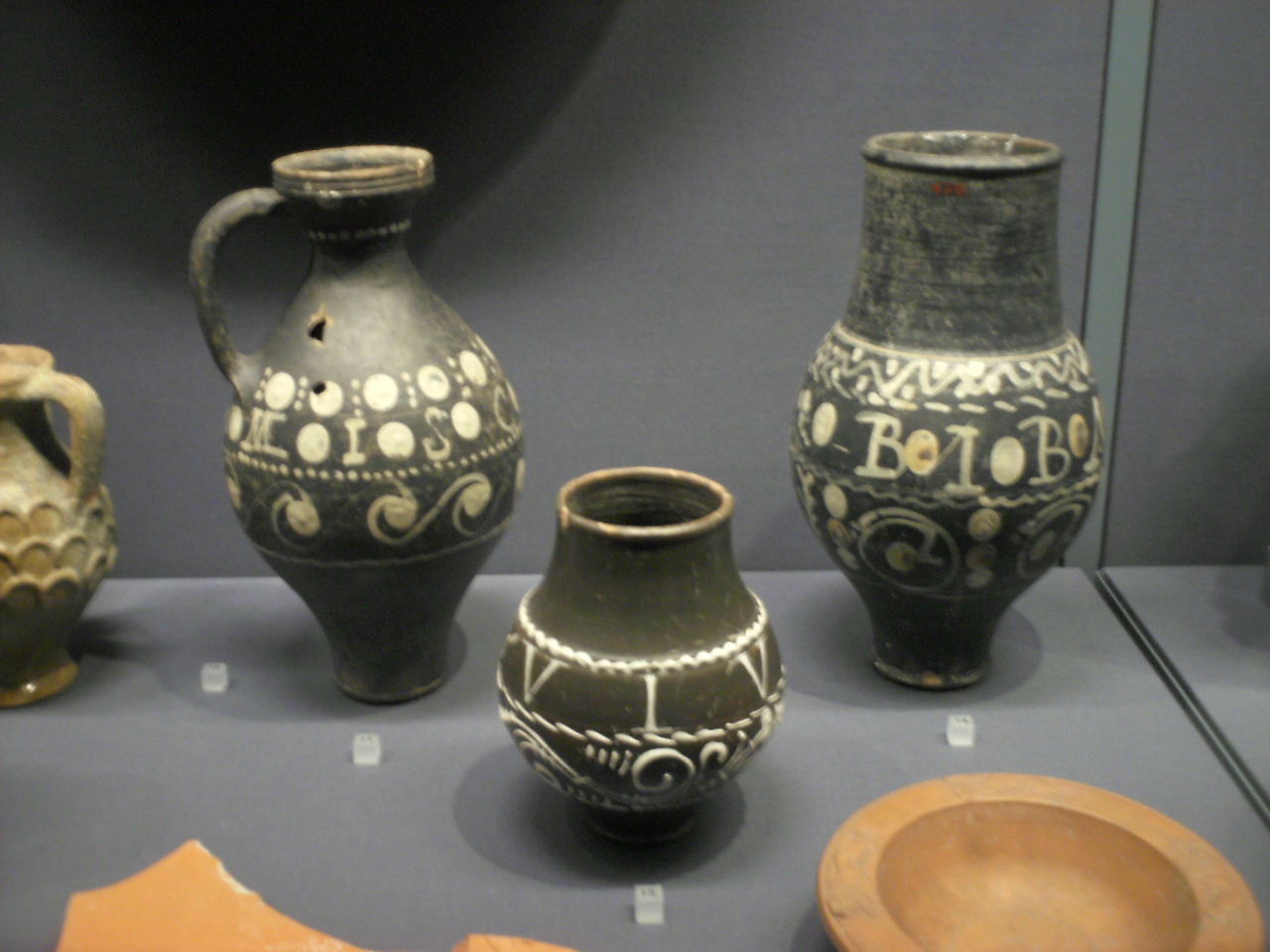
Trierer Spruchbecherkeramik im Kunsthistorischen Museum Wien.

### Formen

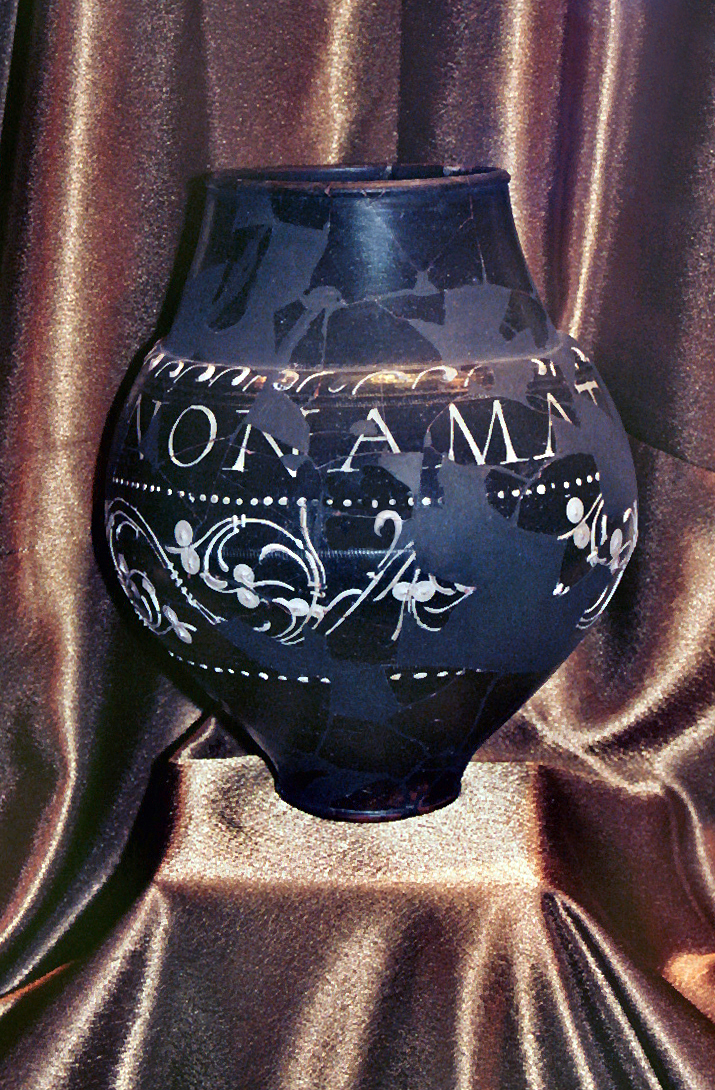
Das mit dazugehörenden Trierer Spruchbechern im Atrium der Villa Rustica Szentendre-Skanzen in Ungarn geborgene, fast vier Liter fassende Mischgefäß

Hergestellt wurden vornehmlich verschiedene bauchige Becher mit konischem Hals. Sie besitzen meist gering ausgeprägte Randlippen im Gegensatz zu den in der frühen Kaiserzeit gebräuchlichen Bechern mit Karniesrand. Die Schulter kann gelegentlich in Form eines Halsreifs stärker gegliedert sein. Einige Gefäße weisen Wandfalten auf („Faltenbecher“), die zum besseren Halt in der Hand beitragen sollten. Weiterhin sind aber auch fassförmige Becher, Tassen, Schälchen, Sauggefäße, Canthari, Krüge, Flaschen, Schüsseln sowie eine Glocke belegt. Einige der insgesamt 19 Formen schließen an die Glanztonware des 2. Jahrhunderts an. Es gibt aber ebenfalls Typen, die Parallelen in der Terra Sigillata haben oder nach Metall- oder Glasvorbildern entwickelt wurden. Interessant sind Parallelen der fassförmigen Becher und Flaschen zum keltischen Formengut.

### Verzierung
Da es sich bei den Gefäßen um weitgehend individuelle Anfertigungen handelt, können nur allgemeine Aussagen zu den verschiedenen Dekorationselementen getroffen werden. Sehr häufig sind Wellen- oder Zickzackbänder, Punktreihen oder Ranken für umlaufende Friese. Zwischen Medaillonfeldern und als Worttrenner wurden oft Punkte, Tupfer oder florale Motive wie Trauben und Blätter gesetzt. Oft sind die Vorbilder dieser Verzierungen in den Punzen der Terra-Sigillata-Gefäße dieser Zeit zu finden.
Die aufgemalten Inschriften geben Einblick in die Tischsitten des 3. und 4. Jahrhunderts n. Chr. Viele vorhandene Inschriften sind bis zu dessen Erscheinen zusammengefasst im Corpus Inscriptionum Latinarum Band XIII. Meist geben sie alltägliche Dialoge zwischen dem Wirt und seinem Gast, Zecher und Freundin sowie dem Gefäß und dem Trinker wieder. Die weitaus größte Gruppe enthält Zurufe oder Aufforderungen zum Weintrinken. Die Schrift bestand üblicherweise aus Weißbarbotine-Punkten oder sie wurde aufgemalt. Durch ihr Dekor oder ihre Inschriften sind außerdem einige Gefäße als Votivgabe identifizierbar. Sie geben Aufschluss über das religiöse Gedankengut dieser Zeit. Besonders zahlreich sind dabei die Bezüge zum Mithraskult.
In seltenen Fällen sind Trierer Spruchbecher auch mit figürlichen Appliken versehen.

## Produktion
Die Entstehung der Trierer Spruchbecherware wird chronologisch in der Zeit des Limesfalls um 255 n. Chr. angesetzt. In den spätesten Befunden aus Limeskastellen wie in Niederbieber ist sie noch vorhanden. Das Ende wird etwa 100 Jahre später aufgrund von vergesellschafteten Münzfunden angenommen. Als Produktionsort ist das Trierer Töpfereigelände am Pacelliufer durch Funde von Fehlbränden gesichert. 1933 wurde nördlich der Stadtmauer an der Töpferstraße und Louis-Lintz-Straße ein Teil des Töpfereigeländes freigelegt, zu dem auch ein Ofen mit flaschenförmigem Grundriss gehörte, der noch verzierte Schwarzfirniskeramik enthielt.
Das Verbreitungsgebiet erstreckt sich von England bis ins heutige Rumänien, wobei in Randgebieten nur wenige Stücke vorliegen. Am häufigsten findet sich die Trierer Spruchbecherware im Rhein- und Donaugebiet, im nördlichen Gallien sowie in Südengland.